# Pseudalelimma
Pseudalelimma là một chi bướm đêm thuộc họ Erebidae.